# Randal Kolo Muani
Randal Kolo Muani, född 5 december 1998 i Bondy, Frankrike, är en fransk fotbollsspelare av kongolesiskt ursprung som spelar för Paris Saint-Germain och Frankrikes landslag.

## Klubbkarriär
Inför säsongen 2022/2023 värvades Kolo Muani av tyska Eintracht Frankfurt, där han skrev på ett femårskontrakt.

## Landslagskarriär
Kolo Muani debuterade för Frankrikes landslag den 22 september 2022 i en 2–0-vinst över Österrike. 
I november 2022 blev Kolo Muani uttagen i Frankrikes trupp till VM 2022 som ersättare till skadade Christopher Nkunku. Frankrike tog silver i mästerskapet och kunde tagit guld om Kolo Muani gjort mål på ett skott i förlängningens sista minut, som räddades av Emiliano Martinez.

## Meriter
Nantes
- Vinnare av Coupe de France: 2021/2022